# Torre Chindia
Torre Chindia vista à distância.
A Torre Chindia (Turnul Chindiei em romeno), localiza-se na cidade de Târgovişte, Romênia. Foi construída pelo Domnitor Vlad III, o Empalador, tendo inicialmente uma função militar e estratégica.
Atualmente, a torre é considerada um síbolo da cidade, figurando  como atração turística onde são expostos documentos e armas da época de Vlad III, o Empalador.

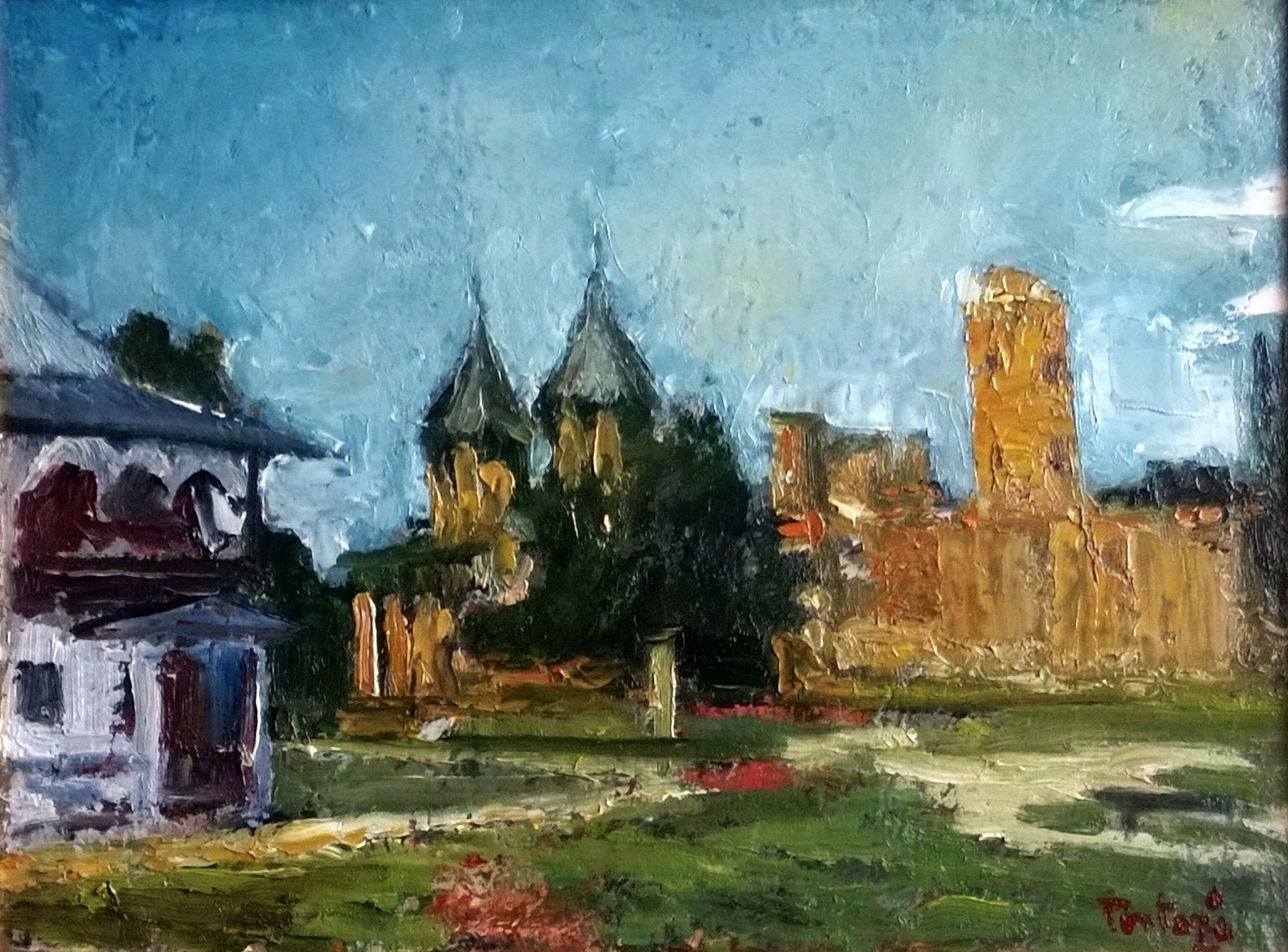
The Fortress of Târgoviște, pintura de Valeriu Pantazi